# Anna Tychsen
Anna Tychsen, född 1853, död 1896, var en dansk dansare. 
Hon var engagerad vid Den Kongelige Ballet mellan 1861 och 1889. 
Hon blev premiärdansös 1872 och är känd för sina tolkningar av August Bournonvilles baletter. 